# Christian August Friedrich Peters
För andra personer med samma namn, se Christian Peters.
Christian August Friedrich Peters, född 7 september 1806 i Hamburg, död 8 maj 1880 i Kiel, var en tysk astronom.  Han var far till astronomen Carl Friedrich Wilhelm Peters. 
År 1826 blev Peters assistent till Heinrich Christian Schumacher vid observatoriet i Altona. Han blev 1833 filosofie doktor i Königsberg. År 1834 blev han assistent vid Hamburgobservatoriet, och 1839 flyttade han till Pulkovo-observatoriet. År 1849 blev han professor i astronomi i Königsberg och tog snart över Friedrich Wilhelm Bessels plats som direktör vid observatoriet där. 
År 1854 blev han direktör för Altonaobservatoriet och tog över publiceringen av "Astronomische Nachrichten". År 1872 följde Peters med då observatoriet flyttade till Kiel, där han även blev professor vid universitetet.
Peters blev 1842 adjunkt vid och 1847 medlem av Ryska vetenskapsakademien.  Han mottog Royal Astronomical Societys guldmedalj 1852. Han invaldes 1866 som utländsk ledamot av Kungliga Vetenskapsakademien.
Bland Peters arbeten märks undersökningar av nutationen 1848, stjärnornas parallaxer och egenrörelser, speciellt Sirius egenrörelse 1851. Peters utgav även brevväxlingen mellan Carl Friedrich Gauss och Heinrich Christian Schumacher (6 band, 1860-65).
Bland Peters många framstående skrifter kan nämnas Numerus constans nutationis ex ascensionibus rectis Stellæ polaris in Specula dorpatensi annis 1822 ad 1838 observatis deductus (1842) samt Recherches sur la parallaxe des étoiles fixes (1848), författade under hans vistelse i Pulkova.